# Pachydema mogadorica
Pachydema mogadorica är en skalbaggsart som beskrevs av Escalera 1914. Pachydema mogadorica ingår i släktet Pachydema och familjen Melolonthidae. Inga underarter finns listade i Catalogue of Life.